# A Quality of Mercy
A Quality of Mercy este episodul 80 al serialului american Zona crepusculară, difuzat inițial pe 29 decembrie 1961. Titlul este preluat dintr-un discurs din lucrarea Neguțătorul din Veneția de William Shakespeare, citat în narațiunea de încheiere de către Rod Serling.

## Prezentare

### Introducere
| “ | Este august 1945, ultimele pagini murdare ale unei cărți sfâșiate de război. Locul este Insulele Filipine. Acești bărbații sunt ultimele rămășițe ale unui pluton al infanteriei americane, ochii lor obosiți și plictisiți sunt adânciți puternic în fețele istovite care așteaptă un miracol, acel moment în care coșmarul pare a fi aproape de sfârșit. Dar mai au încă o bătălie de dus și într-o clipă vom observa acea luptă. August, 1945, Insulele Filipine. Însă în realitate, este mijlocul zilei în Zona crepusculară. | ” |

### Intriga
Pe 6 august 1945, sublocotenentul Katell sosește în teatrul de operațiuni din Oceanul Pacific⁠(d) în timpul celui de-al Doilea Război Mondial și le ordonă soldaților său surmenați să lanseze un atac disperat asupra unui grup de soldați japonezi bolnavi și răniți ascunși într-o peșteră. Sergentul Causarano, soldat cu experiență, încearcă să-l convingă să renunțe la acest plan, deoarece oamenii săi sunt extenuați, iar unicul rezultat al atacului va fi mai multe pierderi de vieți omenești în rândul ambelor tabere. Katell refuză să-l asculte și să-și modifice ordinele, intenționând să-și demonstreze calitățile de lider și să crească în grad. Acesta critică plutonul și să se pregătească de atac. În următorul moment, Katell își scapă din greșeală binoclul. După ce îl recuperează, se trezește în Corregidor⁠(d) luptând în armata imperială japoneză, acesta fiind identificat de ceilalți soldați drept locotenentul Yamuri.
Anul curent este 1942 și i se ordonă să atace un grup de soldați americani bolnavi și răniți care stau ascunși într-o peșteră. Conștient de acest nou punct de vedere, încearcă în zadar să-l împiedice pe căpitan să lanseze un atac, susținând că americanii din interiorul peșterii nu reprezintă o amenințare și pot fi ignorați. Căpitanul japonez refuză răspicat să asculte, bănuind că locotenentul fie suferă de febra junglei, fie este un laș. Îi spune să se îmbărbăteze sau să rămână cu răniții, însă Yamuri refuză să-și schimbe opinia. Căpitanul îl îndepărtează gradul și cere trupelor să lanseze atacul. În următoarea clipă, Katell se trezește înapoi în 1945. Oamenii săi îi aduc la cunoștință că bomba atomică tocmai a fost detonată. Li s-a ordonat să nu atace peștera, ci să se retragă și să aștepte răspunsul Japoniei. Causarano îl spune sardonic: „Nu mi-aș face griji. Sunt sigur că vor fi alte războaie, alte țări, alte ființe umane pe care le poți distruge”. În timp ce plutonul se retrage, Katell își spune: „Sper că nu. Doamne ajută, sper că nu”.

### Concluzie
| “ | ′Din inima cumplită iertarea nu se stoarce. Ca ploaia cea din ceruri, picând pe-un loc uscat, De sus ne e trimisă: de două ori fericită, Ferice cel ce iartă, ferice cel iertat′. William Shakespeare, Neguțătorul din Veneția, dar aplicabil în orice perioadă, oricărui grup de soldați, oricărei națiuni de pe fața Pământului - sau, ca în acest caz, în Zona crepusculară. | ” |

## Distribuție
- Dean Stockwell - Lt. Katell/Lt. Yamuri
- Albert Salmi - sergentul Causarano
- Rayford Barnes - Andrew J. Watkins
- Ralph Votrian - Hanacheck
- Leonard Nimoy - Hansen
- Dale Ishimoto - sergentul Yamazaki
- JH Fujikawa - căpitanul japonez